# 西川杉子
西川 杉子（にしかわ すぎこ、1963年 - ）は、日本の歴史学者。東京大学大学院総合文化研究科教授。東京大学教養学部教養学科長。専門は近世ヨーロッパ史。プロテスタント教会の宗派の歴史。

## 人物・経歴
1986年立教大学文学部史学科西洋史専攻卒業。1989年立教大学大学院文学研究科西洋史専攻博士課程前期修了、文学修士（立教大学）。 
1994年日本学術振興会特別研究員。1998年ロンドン大学ユニヴァーシティ・カレッジ・ロンドン大学院史学科Ph.D.。林伴子はロンドン大学留学時代の友人。 
2000年神戸大学文学部助教授。2002年ロンドン大学歴史学研究所客員研究員。 
2005年東京大学大学院総合文化研究科地域文化研究専攻助教授。2007年同准教授。2020年東京大学大学院総合文化研究科地域文化研究専攻教授。 

## 著書
- 『ヴァルド派の谷へ : 近代ヨーロッパを生きぬいた異端者たち』山川出版社 2003年
- 『中央ヨーロッパの可能性 : 揺れ動くその歴史と社会』（大津留厚編）昭和堂 2006年
- 『歴史的ヨーロッパの政治社会』近藤和彦編 山川出版社 2008年
- 『ヨーロッパ宗教改革の連携と断絶』（森田安一編）教文館 2009年
- 『友愛と秘密のヨーロッパ社会文化史 : 古代秘儀宗教からフリーメイソン団まで』（深沢克己, 桜井万里子編）東京大学出版会 2010年
- 『近代イギリスの歴史 : 16世紀から現代まで』（木畑洋一, 秋田茂編著）ミネルヴァ書房 2011年
- 『商業と異文化の接触 : 中世後期から近代におけるヨーロッパ国際商業の生成と展開』（川分圭子, 玉木俊明編著）吉田書店 2017年
- 『宗教改革と現代 : 改革者たちの500年とこれから』（新教出版社編集部編）新教出版社 2017年

## 翻訳
- ジェニー・ウァーモールド著『17世紀 : 1603年-1688年』慶應義塾大学出版会 2015年